# Birkenfeld (Baden-Württemberg)
Birkenfeld è un comune tedesco situato nel land del Baden-Württemberg.